# Звездни стажанти
„Звездни стажанти“ e българска версия на шоуто „The celebrity apprentice“. Българската версия на шоуто стартира на 15 март 2016 г. в ефира на Нова телевизия. В шоуто участват известни личности, които прилагат различни професии от това което работят. Те трябва да дадат всичко от себе си, за да изпълнят поставената им от шефа задача.

## За формата
Участниците са разделени на два отбора и всеки път получават задачи, свързани с тяхната креативност и търговски нюх. Успехът им се измерва по различни критерии – от това колко пари са успели да съберат доколко са креативни в идеята, посланието и други елементи от зададения им проект. За всяка възложена задача отборите избират мениджър. Мениджърът на отбора победител получава цялата събрана сума от задачата за своята кауза, докато мениджърът на победения отбор отива на елиминации заедно с двамата, които според него са се справили най-зле. В края на всеки епизод един от тримата е „уволнен“ от шефа.

## Сезони
| Сезон | Сезон | ТВ канал | Година | Епизоди | Старт        | Финал      | Победител |
| ----- | ----- | -------- | ------ | ------- | ------------ | ---------- | --------- |
|       | 1     | Нова ТВ  | 2016   | 24      | 15 март 2016 | 5 юни 2016 | 100 кила  |

## Първи сезон

### Участници
- 100 кила (рап изпълнител) (победител)
- Мартина Вачкова (актриса)
- Тити Папазов (треньор по баскетбол)
- Рут Колева (джаз певица)
- Юлиян Константинов (оперен певец)
- Албена Вулева (ТВ водеща)
- Петя Буюклиева (поп-рок певица)
- Таньо Шишков (готвач)
- Александра Сърчаджиева (актриса)
- Камелия Воче (ТВ водеща, певица)
- Пламен Медаров (бизнесмен)
- Любомир Милчев „Денди“ (писател)
- Калин Сърменов (актьор)
- Венета Харизанова (модел)